# Le Roman de la Rose (Guillaume de Lorris et Jean de Meung)
Ne doit pas être confondu avec Le Roman de la Rose (Jean Renart).
Le Roman de la Rose est une œuvre poétique française médiévale de 21 780 vers octosyllabiques sous la forme d’un rêve allégorique. Il a été écrit en deux temps : Guillaume de Lorris écrivit la première partie (4 058 vers) entre 1230 et 1235, puis l’ouvrage fut repris et complété par Jean de Meung (17 722 vers). La deuxième partie était longtemps datée entre 1275 et 1280, mais elle est aujourd'hui fixée plutôt vers la fin du règne de Louis IX, entre 1264 et 1269, selon de nombreux spécialistes comme Michel-Marie Dufeil et Jean Batany.
Le Roman de la Rose fut un énorme succès littéraire dès sa parution et jusqu'à la Renaissance. On en a retrouvé en effet environ une centaine de manuscrits en France, souvent somptueusement illustrés, et quelque 300 exemplaires historiques (manuscrits et incunables) seraient connus.

## Présentation
Pour le lecteur familier du français moderne, le Roman de la Rose n'est pas aussi illisible qu'il n'y paraît ; il faut s'habituer à certaines conventions orthographiques du XIIIe siècle et aussi à certains traits dialectaux des manuscrits ; c'est une langue raffinée chez Guillaume de Lorris, énergique et savoureuse chez Jean de Meung[réf. nécessaire]. Il faut souligner l'intérêt psychologique de la première partie et la valeur intellectuelle et encyclopédique de la seconde.
La première partie conte la cour d’un homme à son aimée et ses tentatives de pénétrer dans un jardin/verger clôturé symbolisant la belle[réf. souhaitée]. La seconde présente une discussion plus philosophique à propos de l’amour ainsi que des digressions sur des sujets variés tournant parfois en dérision certaines idées et sentiments exprimés par Guillaume de Lorris.

### Le Roman de la Rosede Guillaume de Lorris
L'ouvrage débute par un préambule printanier situé cinq ans plus tôt. Amour siège dans un jardin clos, vices et défauts sont représentés par des personnages allégoriques rejetés à l'extérieur des murs. Ainsi Danger représente la contrainte exercée par le mari ou le jaloux.

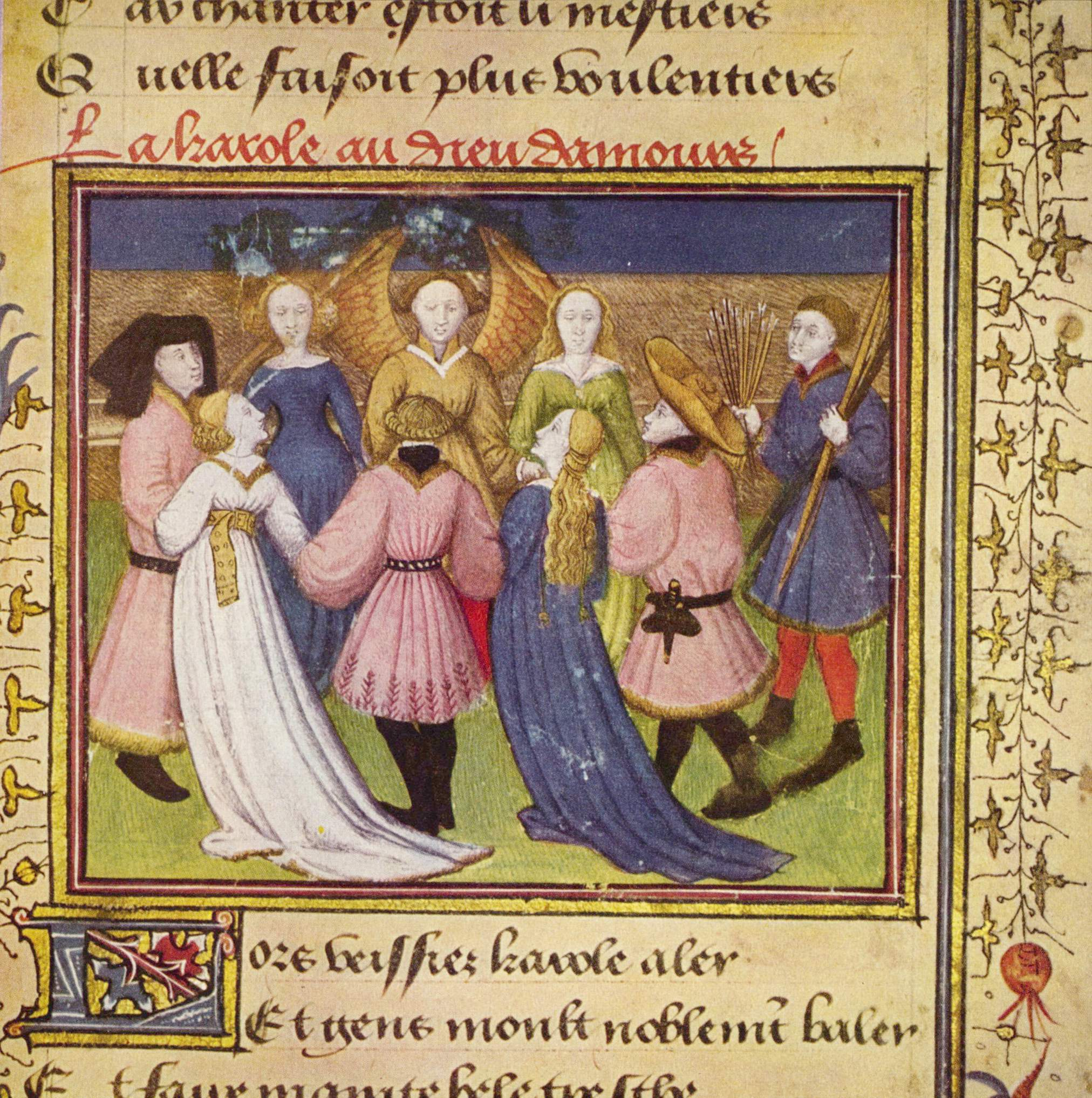
La Ronde au dieu d'amour
Manuscrit du Roman de la Rose (vers 1430), miniature par le Maître du Roman de la Rose de Vienne, ÖNB, Cod.2568.

La rose qui « éclipse toutes les merveilles de la terre » apparaît tardivement et la description de Largesse (v. 1197-1206) n'est pas sans rappeler le personnage de Liénor dans l'autre Roman de la Rose, celui quasi contemporain de Jean Renart, lorsqu'elle s'apprête à rencontrer l'empereur Conrad :

« Les traits beaux et pleins d'élégance,

Le col ouvert par négligence, […]

J'aimais assez cette manière

De laisser sa coiffe s'ouvrir

Et sa gorge se découvrir

Car dessous sa chemise fine

Blanchoyait sa belle poitrine »(v. 1198-1206)

Guillaume enclôt sa quête de la rose dans tout un système allégorique où la rose est une métaphore de la femme aimée, 

« qui tant a de prix

Et tant est digne d'être aimée

Qu'elle doit Rose être nommée. »

S'il utilise la rime songes / mensonges, il a cru à la véracité du songe, mais sa quête a échoué, car la dame aimée, finalement, ne répond pas à l'appel de mai :

« Mais épines y avait tant…

Et le bouton cueillir ne pus »(v. 1871-1873)

et l'amant/narrateur, qui n'a cueilli que dans le songe le bouton de rose, « mieuz voudroie estre mors que vis » (v. 3763).
Le texte de Guillaume se termine sur l'image de Bel-Accueil enfermé par Jalousie dans une tour, surveillé par une Vieille, espionne sans merci qui

« Puis ne se puéent-il tenir

Que hors ne voillent revenir :

Là les convient à grant duel vivre

Tant que la mort les en délivre. »(v. 4081-4083)

tandis que Danger, Honte et Male-bouche en gardent les portes et que l'Amant éconduit est rejeté à l'extérieur.

### Le Roman de la Rosede Jean de Meung

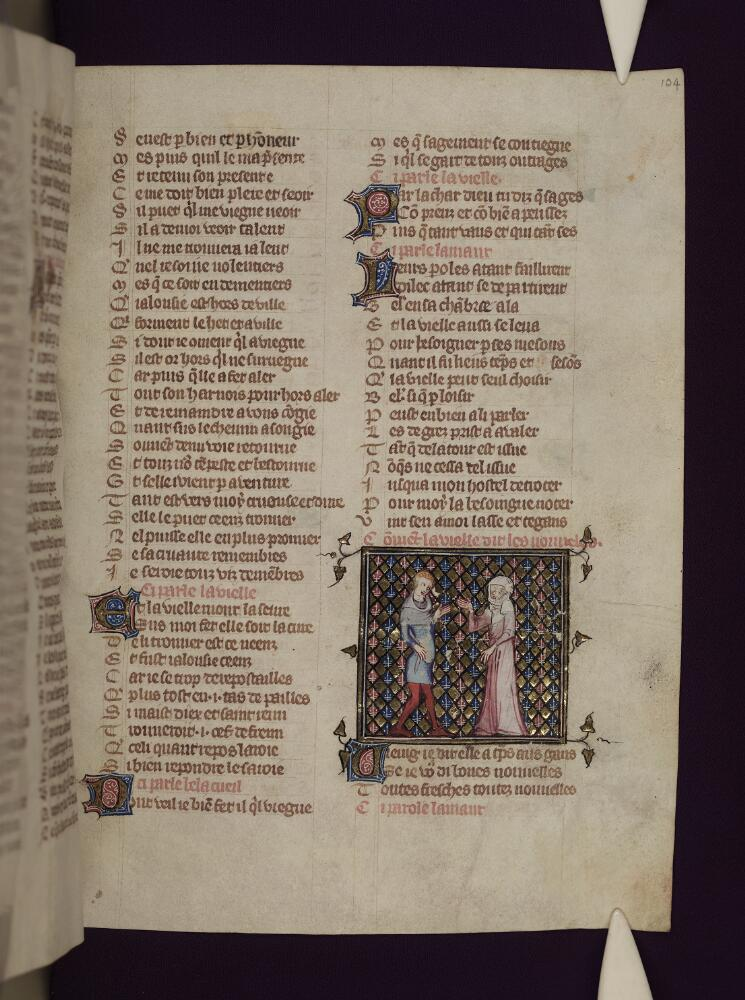
L'Amant et la Vieille, dans un manuscrit de 1348, (MS. Selden Supra 57, fol. 104r, Bibliothèque Bodléienne).

Jean de Meung utilise le poème de Guillaume de Lorris comme point de départ de sa propre poésie, prolongeant l'œuvre de façon considérable puisqu'il lui rajoute 17 722 vers. Le livre se présente comme une conversation plaisante et instructive, de caractère philosophique, avec des interlocuteurs successifs divers.
Il étoffe ainsi le personnage de la Vieille, la geôlière de Bel-Accueil, qui devient ici une horrible duègne. Ces femmes, spécialement chargées par le mari jaloux de surveiller leur maîtresse, la suivaient partout et rendaient compte de tous ses faits et gestes au maître qui payait pour cela, mais elles étaient toujours prêtes à servir celui qui payait le plus largement, jouant souvent le rôle d'entremetteuses. La Vieille raconte par le menu (vers 12 710 à 14 516) et avec cynisme comment une femme doit toujours extorquer autant d'avantages matériels qu'elle le pourra de ses amoureux et amants successifs — ce qu'elle a toujours fait — et qu'agir autrement n'est que folie conduisant à se retrouver démunie une fois disparue la beauté de la jeunesse. Avec cette leçon de cynisme et ces accents de misogynie, c'est tout l'idéal de l'amour courtois et de respect de la femme qui avait prévalu dans les cours seigneuriales, qui s'écroule. Mais on n'oubliera pas qu'une des idées les plus chères de Jean de Meung, c'est que le véritable amour doit être désintéressé et naître d'un cœur pur.
Cette seconde partie ne philosophe pas que sur l'amour. On y disserte aussi des animaux domestiques, que l'homme ne pourrait jamais asservir comme il le ferait s'ils disposaient de l’entendement ; de l'astuce de la nature qui, le désir de descendance des humains étant insuffisant pour assurer à lui seul la reproduction de l'espèce, a ajouté à l'acte d'amour un petit bonus de plaisir pour les motiver un peu ; c'est d'ailleurs la plus ancienne occurrence du mot « espèce » au sens biologique de lignée naturelle reproductive. On y discute enfin des seigneurs qui n'ont aucun sujet de se glorifier de leurs ancêtres quand ils ne possèdent pas eux-mêmes les qualités de ceux-ci. Or la vraie noblesse est le franc vouloir et la raison que Dieu a accordée aux hommes.
Mais cette suite du Roman de la Rose est avant tout une satire : Jean de Meung s'en prend aux ordres monastiques, prédicateurs et mendiants, et surtout aux religieux hypocrites qui n'ont de religieux que l'habit, au célibat des clercs ordonnés (innovation du concile de Turin et du concile de Tolède en l'an 400-401), à la noblesse, au Saint-Siège, aux prétentions excessives de la royauté, mais surtout aux femmes. Alors que Guillaume avait exposé les lois de l'amour courtois, Jean de Meung ajoute un « art d'amour » qui expose brutalement les défauts des femmes, leurs pièges et les moyens de les déjouer, dans la lignée de l'esprit de moquerie et de scepticisme des fabliaux.
La vision de la femme chez Jean de Meung a provoqué de vives polémiques, la réaction de Christine de Pisan en particulier conduisant à une des premières querelles féministes. On y trouve la comparaison, devenue fameuse, du mariage à une nasse où des poissons cherchent à entrer tandis que ceux qui sont piégés voudraient bien en sortir :

« Puis ne se puéent-il tenir

Que hors ne voillent revenir :

Là les convient à grant duel vivre

Tant que la mort les en délivre. »

## Accueil

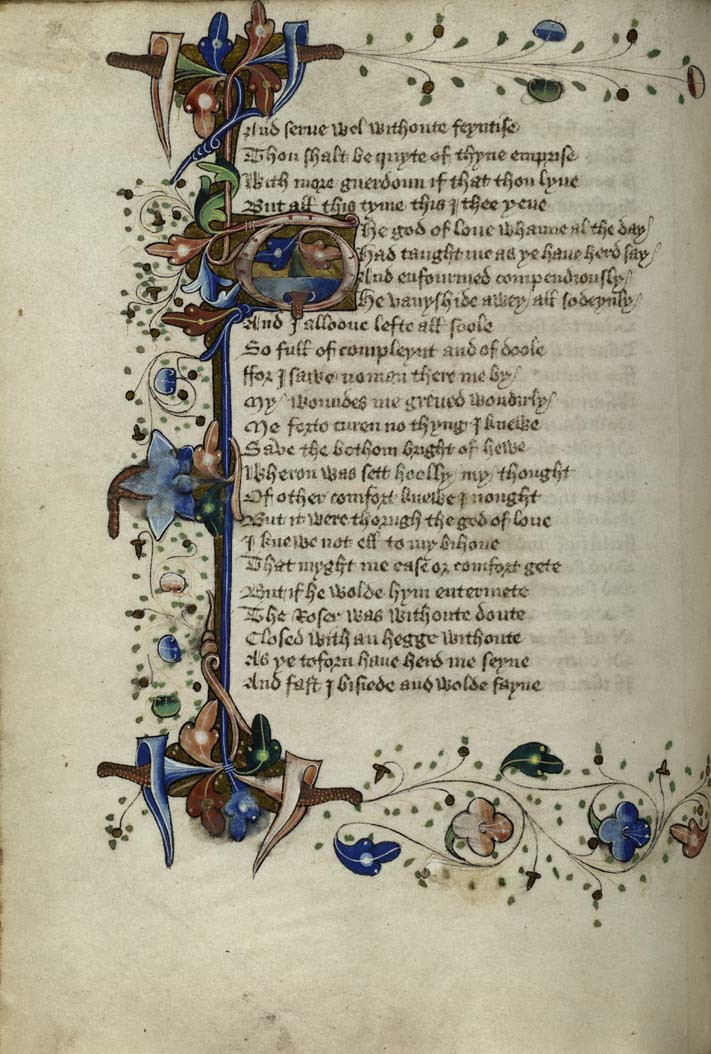
Page de The Romaunt of the Rose, de Chaucer, vers 1440 (MS Hunter 409, page folio 57v, V.3.7).

Le Roman de la Rose a clairement été ce qu’on nommerait aujourd’hui — toutes choses égales par ailleurs — un succès de librairie. On en a retrouvé en effet environ une centaine d’exemplaires en France, et quelque 300 exemplaires historiques seraient connus. Pour apprécier à sa juste valeur ce chiffre, il faut se souvenir que Johannes Gutenberg n’invente l’imprimerie européenne à caractères mobiles que vers 1450. La grande majorité des exemplaires dont il est question ici sont des œuvres uniques, des manuscrits sur parchemin, calligraphiés avec soin et illustrés de miniatures pour de grands personnages, comme la mère de François Ier ou des personnes très fortunées. Il existe aussi, à partir de la fin du XVe siècle, des incunables, illustrés de gravures sur bois.
Une partie du roman a été traduite en anglais sous le titre The Romaunt of Rose par Geoffrey Chaucer, qui a eu une grande influence sur la littérature anglaise.

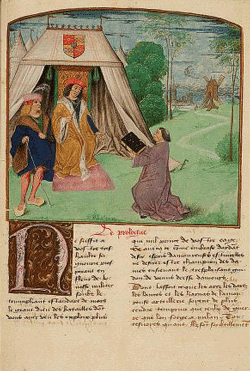
Prologue du « Roman de la Rose moralisé et translaté de rime en prose », miniature de la présentation du manuscrit à Philippe de Clèves par l'auteur.

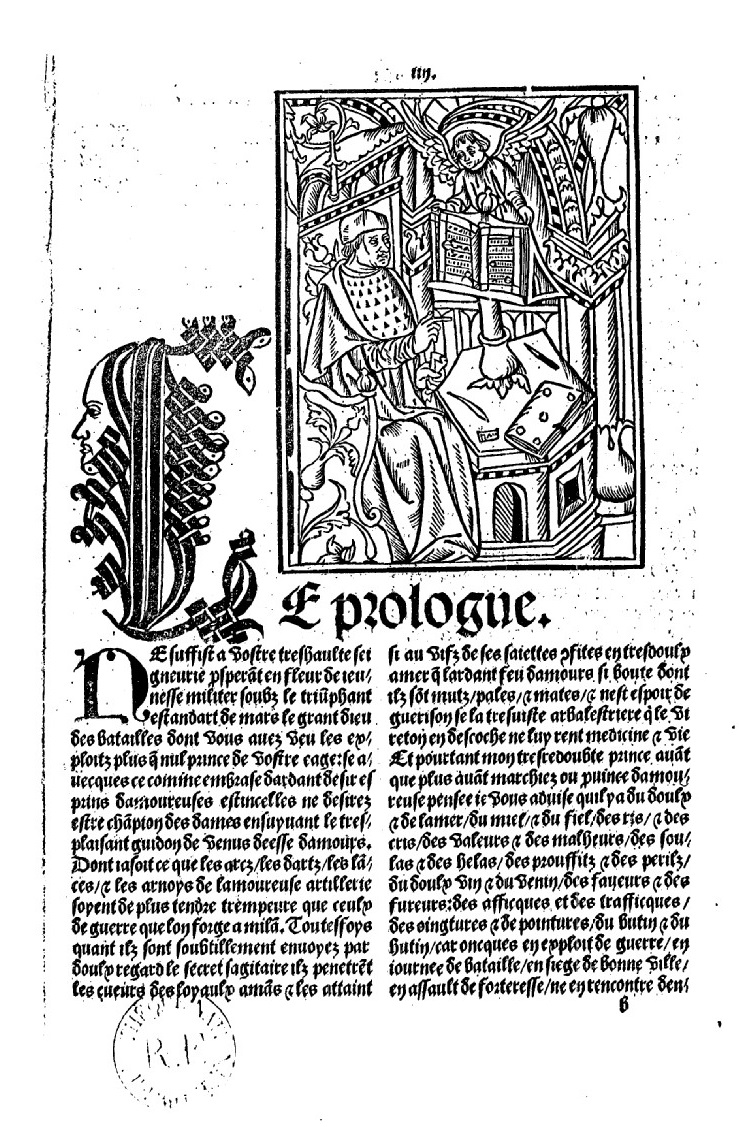
Le romant de la rose - moralisé cler et net, translaté de rime en prose par vostre humble Molinet - imprimé à Lyon en 1503 par maistre Guillaume Balsarin.

Jean Molinet, grand rhétoriqueur, poète et historiographe auprès de plusieurs princes de la maison de Bourgogne, en a fourni une version « moralisée » en prose en 1500 : (Le Roman de la Rose moralisé et translaté de rime en prose), qui a été imprimée à Lyon en 1503 (post-incunable).
L'œuvre était d'ailleurs encore fort appréciée à la fin du XVe et au XVIe siècle, par les poètes de cour, tels Octavien de Saint-Gelais ou Jean Marot, qui en publia une nouvelle édition (considérablement remaniée).
Un exemplaire dédié, copié et enluminé par le Maître de Girard Acarie entre 1520 et 1525, comprenant 2 enluminures pleines pages représentant l'une les armes du roi et l'autre François 1er recevant l'ouvrage, 67 enluminures 2/3 de page dans un cadre, et 38 miniatures insérées dans les colonnes, est offert à François 1er. L'épître dédicatoire de Girard Acarie est placée avant le texte du roman.
Ronsard l'admirait beaucoup et s'en inspirait. Son ami, Jean-Antoine de Baïf, lui aussi admirateur du Roman de la Rose, le choisit pour sujet d'un sonnet qu'il adressa à Charles IX.

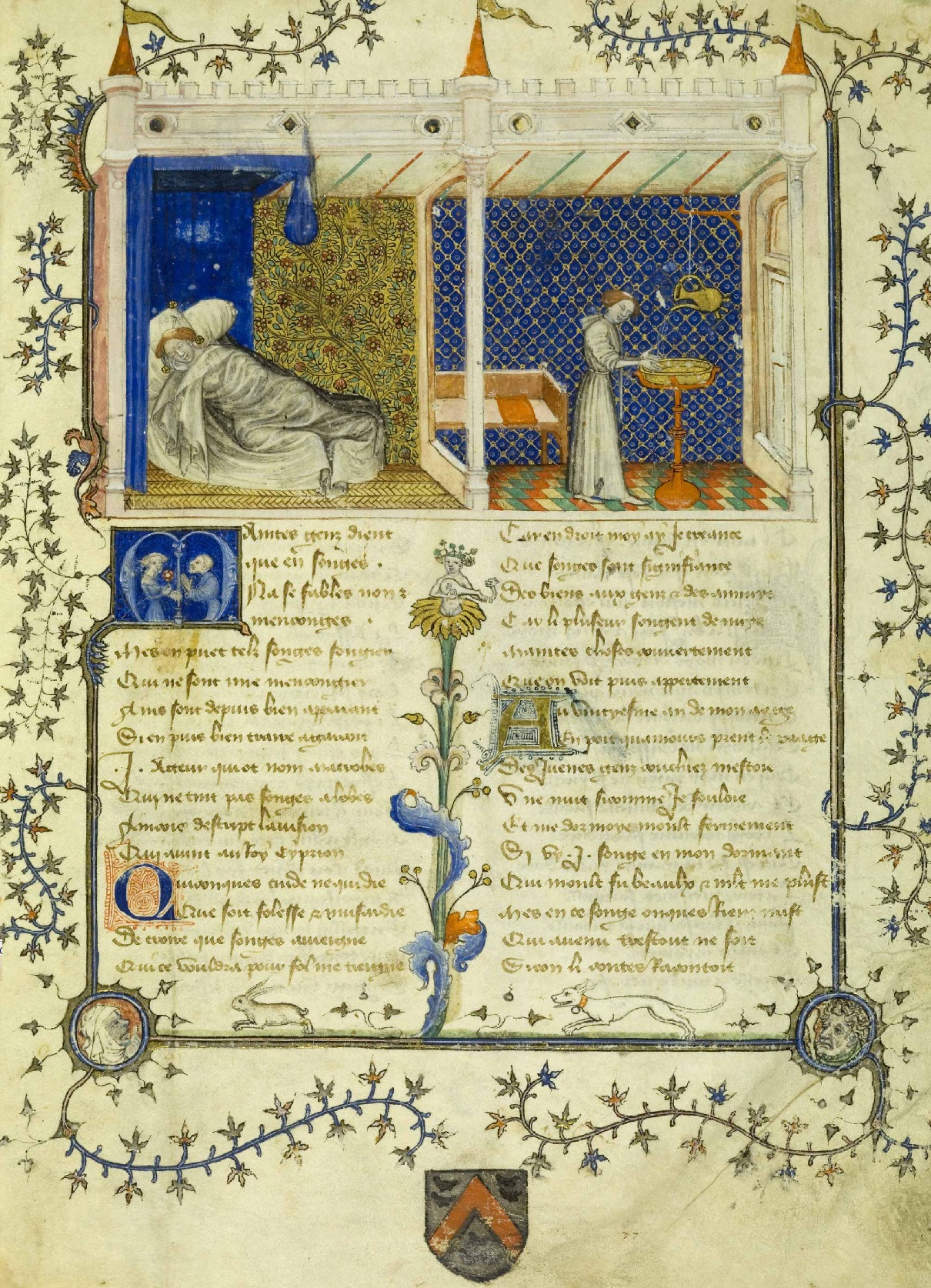
Une page richement décorée du livre, 1390.

Durant le Grand Siècle, l'œuvre est tombée dans l'oubli, comme pratiquement toute la littérature du Moyen Âge ; elle reste cependant connue des érudits : Adrien Baillet (1649–1706) considère Guillaume de Lorris comme le meilleur poète du XIIIe siècle et le Père Bouhours (1628-1702), dans Les Entretiens d'Ariste et d'Eugène présente Jehan de Meung comme « le père et l'inventeur de l'éloquence française ».
C'est le XIXe siècle qui redécouvre et remet à l'honneur la littérature pré-classique.
Albert Pike (1809-1891) fait une lecture ésotérique du Roman de la Rose, le rattachant au symbolisme issu de la lecture cabalistique du Cantique des Cantiques, qui considère la Rose comme le vivant symbole de la perfection : la conquête de la rose est ainsi l'image de l'initiation, la Rose étant le signe de l'accomplissement du grand œuvre pour les ordres ésotériques comme la Rose-Croix et la Franc-maçonnerie. Selon lui, « le Roman de la Rose est l'épopée de la vieille France. C'est un livre profond sous son aspect léger, une révélation aussi érudite que celle d'Apulée concernant les mystères de l'Occultisme. La Rose de Flamel, celle de Jean de Meung et celle de Dante s'épanouissent sur la même tige ».

## La «querelle duRoman de la Rose»
Le Roman de la Rose fit l'objet d'une querelle fameuse dans le milieu lettré parisien dans les premières années du XVe siècle (sous le règne de Charles VI). Le corpus des textes en rapport avec cette querelle, qui passionna apparemment les contemporains, nous a été transmis, sous forme de « dossier », par pas moins de huit manuscrits de la première moitié du XVe siècle.

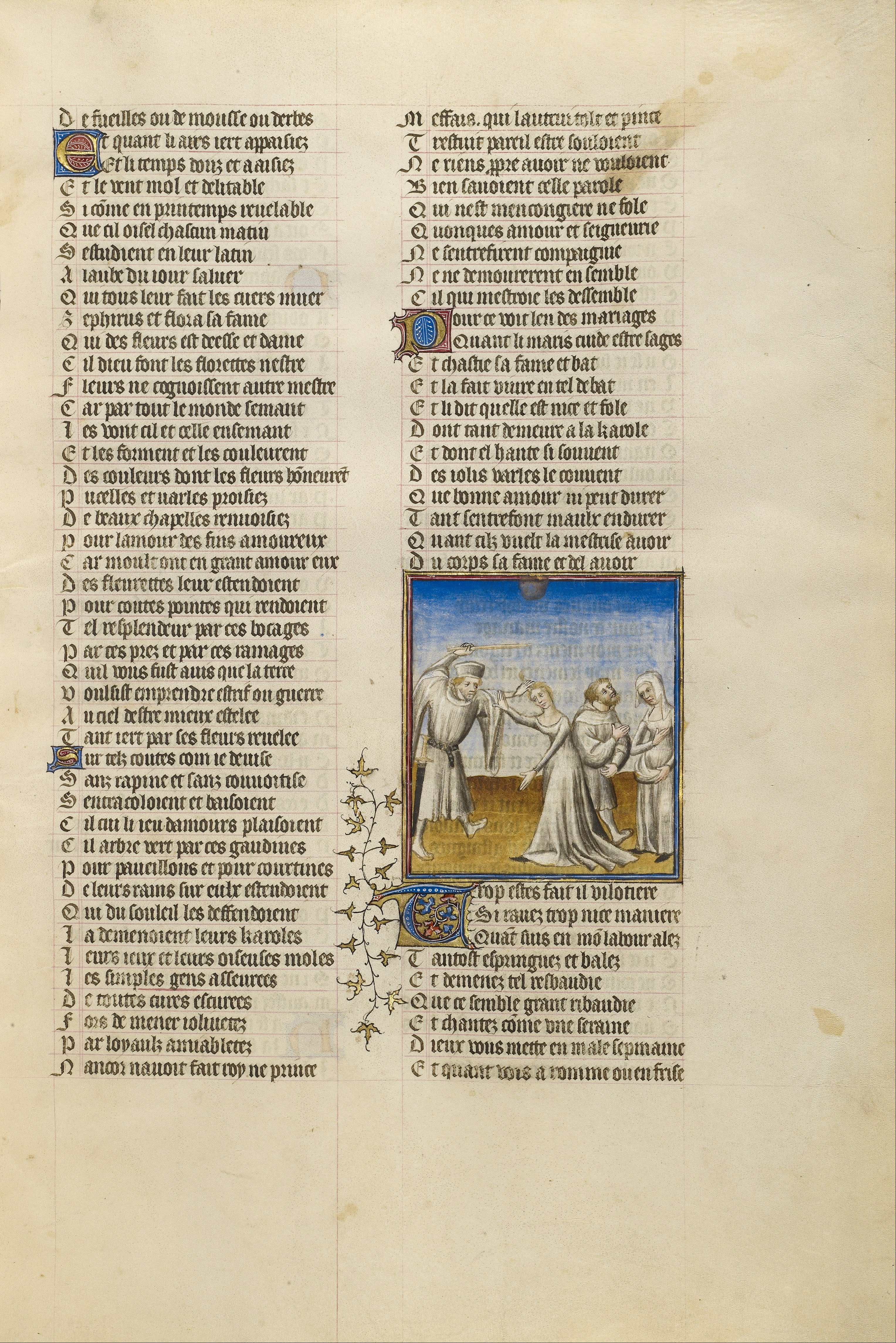
L'illustration montre un mari battant sa femme, sous les vers : Quand li maris chastie la fame et [la] bat et la fait vivre en tel débat… Que bonne amor ne peut durer…
(Ms. Ludwig XV 7, fol. 54, Getty Center, vers 1405).

Tout commença en 1401 par une conversation animée entre Christine de Pisan, Jean de Montreuil et un « ami notable et clerc », portant sur les mérites du Roman de Rose. Apparemment insatisfait de son issue, Jean de Montreuil adressa à ses deux interlocuteurs, ligués contre lui, une épître, premier texte de la querelle, qui est perdue. Christine de Pisan répondit (premier texte conservé) : elle reprochait au Roman un vocabulaire grossier, des affronts faits à l'état conjugal, des incitations à une vie relâchée, et un discours satirique contre les femmes (« Mais je treuve, ce il me semble, ces dictes choses et assez d'autres considerees, que mieulx lui affiert ensevelissement de feu que couronne de lorier […] je dis que c'est exortacion de vice, confortant vie dissolue, doctrine pleine de decevance, voye de dampnacion, diffameur publique, cause de souspeçon et mescreandise, honte de plusieurs personnes, et puet estre d'erreur »).
Gontier Col écrivit à son tour à Christine de Pisan, lui demandant copie de ce texte « que tu as nouvellement escript par maniere de invection contre ce que mon maistre enseigneur et familier feu maistre Jehan de Meung […] fit et compila ou Livre de la rose », et il joignit une autre œuvre intitulée le Trésor de la foi, attribuée à l'époque à Jean de Meung mais en fait de Jean Chapuis. Après avoir reçu copie du premier texte, il lui envoya une autre lettre, lui reprochant sa présomption de s'en prendre à ce « tresexcellent et irreprehensible docteur en saincte divine escripture […] que si horriblement oses et presumes corrigier et reprehendre ». Christine de Pisan lui répondit en réaffirmant emphatiquement ses positions (« Je dis derechief et replique et triplique tant de fois comme tu vouldras que ledit intitule Romant de la rose, nonobstant y ait de bonnes choses, […] puet estre cause de mauvaise et perverse exortacion en tresabhominables meurs ») ; elle envoya d'autre part tous les documents de la querelle à la reine Isabeau de Bavière et à Guillaume de Tignonville, prévôt de Paris (et homme de lettres, traducteur en français du Liber philosophorum moralium antiquorum, sous le titre Les Diz moraulx des philosophes).
En mai 1402, le théologien Jean de Gerson, chancelier de l'université de Paris, publia un Traité contre le Roman de la Rose, (Tractatus contra Romantiam de Rosa, qui ad illicitam venerem et libidinosum amorem utriusque status homines quodam libello excitabat). Il attaquait le Roman sur huit points : aux reproches de Christine de Pisan, il ajoutait le manque de respect pour les choses sacrées de la religion, la conception du paradis qui y est exposée, la liberté outrancière du langage et la façon de présenter les jeunes hommes entrant dans les ordres (la veine anticléricale de Jean de Meung). Ce fut ensuite le chanoine Pierre Col, frère de Gontier, qui prit la plume pour une ardente défense de Jean de Meung, dans une lettre qu'il adressa à la fois à Christine de Pisan et à Jean de Gerson. Il y reproche à la dame sa pruderie face à l'usage de termes concrets et réalistes, et lui fait observer que Jean de Meung met dans la bouche du « fol amoureux » des propos qui ne reflètent pas nécessairement sa propre pensée ; il répond aussi, sur un ton plus mesuré, aux critiques du théologien.
Les deux destinataires firent des réponses. Jean de Gerson rappelait l'enseignement moral de l'Église en citant saint Augustin, discutait le laxisme en matière de morale sexuelle défendu par le chanoine, et exprimait son dégoût pour ce genre de littérature. Christine de Pisan fit une réponse très prolixe, qu'elle conclut en faisant sentir que pour elle le débat était clos. Mais Pierre Col ne s'en tint pas là et lui adressa une réplique dont seul un fragment est conservé.
Selon Louis Petit de Julleville, c'est la contribution de Christine de Pisan qui est la plus intéressante :

« Mais il reste à Christine le mérite d'avoir discerné le caractère intime du roman de Jean de Meung, qui est dans la tendance de l'auteur à réhabiliter la nature humaine, libre et affranchie de toutes les lois et de toutes les conventions sociales. Le Roman de la Rose renferme les premiers germes d'une Renaissance naturaliste dirigée contre la discipline austère et stricte du christianisme. C'est ce que les savants adversaires de Christine ne voyaient pas ou peut-être feignaient de ne pas voir. »

En plus d'être une querelle morale et religieuse (notamment avec l'intervention de Jean de Gerson, représentant le point de vue clérical traditionnel), la « querelle du Roman de la Rose » fut aussi la première querelle littéraire en France, avec en plus la participation d'une femme. Cette querelle (entre « rhodophiles » et « rhodophobes », selon l'expression) a notamment été étudiée par Éric Hicks, spécialiste de l'œuvre de Christine de Pisan.

## Éditions
Une traduction en vers et en français contemporain en a été effectuée par les éditions Bordas. La continuation du Roman de la Rose par Jean de Meung est disponible, traduite en français moderne par André Lanly, à la Librairie Honoré Champion. Le texte d’époque, quant à lui, est d'approche plus ardue pour qui n'a pas été formé à l'ancien français, hormis quelques mots qui ont peu changé.
- Guillaume de Lorris et Jean de Meun, Le Roman de la Rose, éd. par Félix Lecoy, Paris, Champion, 1965-1970
- Guillaume de Lorris et Jean de Meun, Le Roman de la Rose, éd. par Daniel Poirion, Paris, Flammarion, « GF », 1974
- Guillaume de Lorris et Jean de Meun, Le Roman de la Rose, éd. d’après les manuscrits BN 12786 et BN 378, traduction, présentation et notes par Armand Strubel, Paris, LGF, « Lettres gothiques », 1992
- The Morgan Library a publié en 1993 un fac-similé du Roman de la Rose offert à François 1er, accompagné d'un ouvrage de commentaires[15].